# Magic Life
Magic Life est une chaîne hôtelière autrichienne/allemande appartenant au groupe TUI créée en 1990. Elle a 13 établissements répartis dans 5 pays de la Méditerranée et de la mer Rouge. Cette chaîne se distingue par la qualité de son animation professionnelle et internationale. Les langues principalement parlées sont l'anglais et l'allemand.
En 2015, pour son 25 anniversaire, la chaîne d'hôtel a abandonné le nom « Club Magic Life » pour devenir « TUI Magic Life »

## Liste des établissements hôteliers
Égypte (2)
- TUI Magic Life Sharm El Sheikh (hôtel***** à Sharm el Sheikh)
- TUI Magic Life Kalawy (hôtel***** à Hurghada)

Tunisie (2)
- TUI Magic Life Penelope Beach (hôtel**** à Djerba)
- TUI Magic Life Africana (hôtel***** à Yasmine Hammamet)
- TUI MAGIC LIFE SKANES FAMILY(hotel**** a monastir)
- TUI MAGIC LIFE ROYAL KENZ (hotel****a sousse)

Grèce (3)
- TUI Magic Life Marmari Palace (hôtel**** à Cos)
- TUI Magic Life Candia Maris (hôtel**** à Heraklion)
- TUI Magic Life Plimmiri (hôtel***** à Rhodes), ouverture en juin 2015

Turquie (4)
- TUI Magic Life Sarigerme (hôtel***** à Dalaman)
- TUI Magic Life Waterworld (hôtel***** à Antalya)
- TUI Magic Life Jacaranda (hôtel***** à Antalya), ouverture en avril 2014
- TUI Magic Life Masmavi (hôtel***** à Antalya), ouverture en avril 2018

Espagne (1)
- TUI Magic Life Fuerteventura (hôtel**** à Jandia, Fuerteventura, Canaries)
- TUI Magic Life Cala Pada (hôtel**** à Ibiza), ouverture en mai 2015